# Monts de Judée
Pour les articles homonymes, voir Judée (homonymie).
Les monts de Judée, en hébreu הרי יהודה, en arabe  يهودا جبال (jibâl yahudâ), sont une chaîne de collines et de plateaux d'Israël et de Palestine situés entre la vallée du Jourdain à l'est et les plaines littorales de la mer Méditerranée à l'ouest. Ils se prolongent par la Galilée au nord et le Néguev au sud.

## Géographie

### Topographie

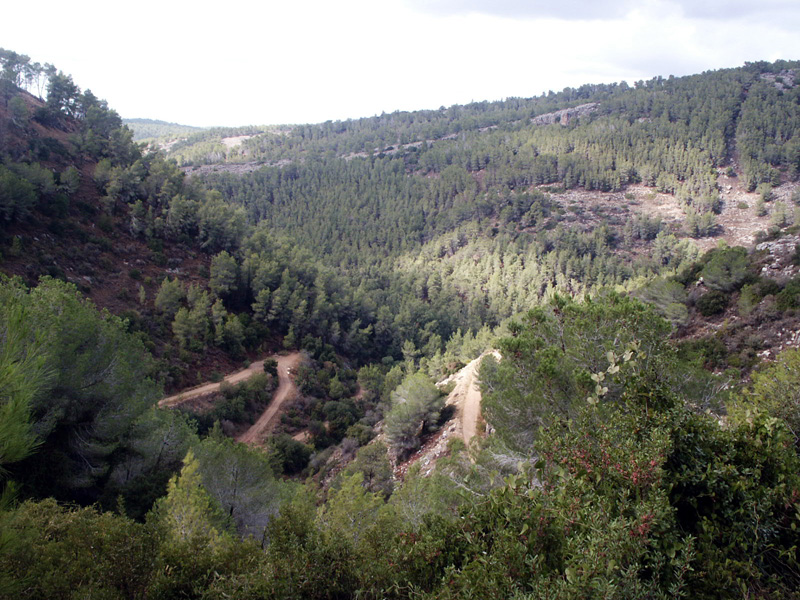
Vue des monts de Judée.

Les monts de Judée s'élèvent à une altitude moyenne de 900 mètres et leur point culminant, le mont Halhoul, à 1 026 mètres.
Ils se trouvent entre la vallée du Jourdain à l'est et les plaines littorales de la mer Méditerranée à l'ouest.

### Géologie
Les monts de Judée sont principalement composés de roches sédimentaires, telles que le calcaire, la dolomie, la craie et le silex. C'est dans cette région que l'on extrait la "pierre de Jérusalem".

### Climat
La moyenne annuelle des précipitations de la région s'élève à 450 mm. Ces dernières restent toutefois légèrement plus importantes dans la partie Nord, avec une moyenne de 500 mm par an.
La température moyenne des monts de Judée est de 17 degrés, avec un écart de 15 degrés entre les températures hivernales et estivales.
Les jours de neige sont rares mais certains hivers les chutes sont très importantes.
La moyenne du taux d'humidité est de 60 %.

### Flore

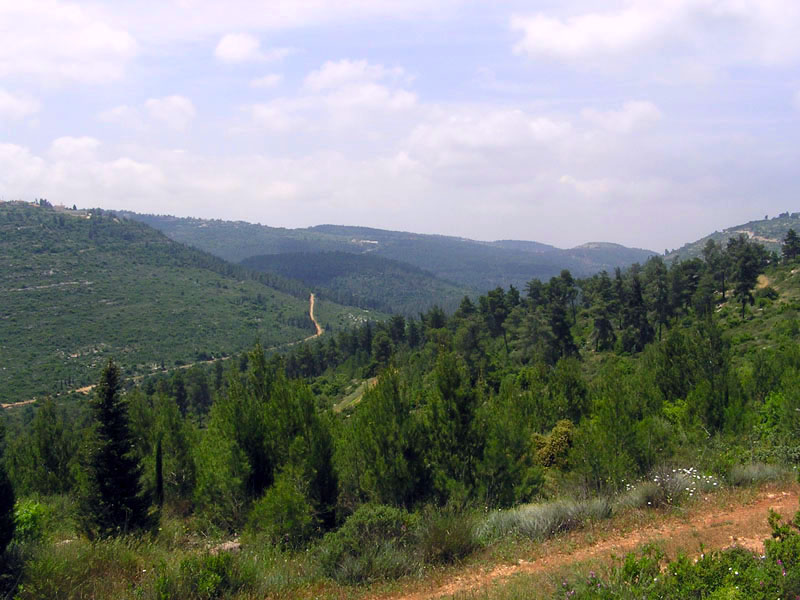
Vue des monts de Judée

Elle est principalement constituée de bosquets et de broussailles.
On compte parmi ces derniers le chêne, le pistachier lentisque, le phillyrea, l'aubépine, le rhamnus, le calicotome, l'arbutus, la rubia, la salsepareille, l'asparagus, le raisin de mer, l'aliboufier, le tamus, la clématite à vrille, le chèvrefeuille étrusque, le pyrus eleaegrifolia, le caroubier et le pin d'Alep.
Les broussailles des monts de Judée se décomposent en deux catégories :
- la famille de la pimprenelle épineuse : on y trouve le phagnalon des rochers, la germandrée à feuilles de romarins, le fumana, la labiée, la psoralée bitumineuse, l'asphodèle et l'herbe barbue ;
- la famille du coridothymus capitatus : celle-ci comprend la ciste crépue, la sarriette, le piptatherum miliaceum, l'inule visqueuse et l'hélianthème de Syrie.

### Faune
Dès l'époque biblique, est mentionnée la riche faune des monts de Judée -Livre des Juges (14/5), Premier livre de Samuel (7/36). Il en est de même dans les carnets de voyages de Chateaubriand en 1806, dans les notes de l'archiduc Rodolphe d'Autriche lors de son périple en Palestine en 1881 et dans les témoignages du voyageur anglophone Neil qui sillonne le pays de 1871 à 1874.
Vivent dans les monts de Judée le sanglier, la gazelle des montagnes, le loup, le renard roux, le ratel originaire du Soudan, le putois marbré, la martre, le chat sauvage d'Afrique, le rat des pharaons, le lièvre du Cap, l'hystricidae, la musaraigne étrusque, le crocidura, le hérisson, le mérione de Tristram, le microtus socialis, la souris commune, le rat des champs, l'épomophore wahlbergi, la pipistrelle de Kuhl et le petit rhinolophe.
Parmi les volatiles des monts de Judée, on compte la buse féroce, l'aigle royal, le faucon crécerelle, le merle noir, le souïmanga, le geai, le pic syriaque, la corneille noire, la bartavelle, le bulbul, la mésange, le cochevis huppé, le moineau domestique, la linotte mélodieuse, le chardonneret élégant, le verdier d'Europe, le serin, le pigeon biset, la pie-grièche méridionale, la tourterelle des bois, le martinet noir, le guêpier d'Europe, l'hirondelle rousseline, le petit-duc scops, la fauvette à tête noire, la fauvette grisette, le bruant cendrillard, le moineau soulcie, l'étourneau sansonnet, la bergeronnette grise, le tarier, le rouge-queue noir, le traquet de Finsch, le gobe-mouche noir, le gobe-mouche à collier, la fauvette babillarde, le bruant ortolan, le loriot, l'engoulevent d'Europe et la cigogne.
Le hibou grand-duc, l'effraie et le choucas des tours.
Le scincidae, la couleuvre vipérine, la mesalina, le seps, l'eumeces, l'anguidae, le lézard laevis, l'ophisops, la couleuvre de Montpellier, la vipère de Palestine, le gecko, le  margouillat domestique, la tortue grecque et le caméléon.
Le crapaud vert, la grenouille rieuse et l'hylidae.